# Abu'l-Barakāt Hibat Allah ibn Malkā
Pour les articles homonymes, voir Al-Baghdadi.
Abu'l-Barakāt Hibat Allah Ibn Malkā Al-Baghdādī (en arabe : أبو البركات هبة الله بن ملكا البغدادي), aussi connu sous son nom de naissance Baruch ben Malka, est un philosophe, médecin et physicien musulman du XIIe siècle. Il est un philosophe aristotélicien qui, à bien des égards, a suivi et été influencé par Avicenne, mais a aussi développé ses propres idées.

## Biographie
Abu'l-Barakāt est né à Balad, une ville sur le Tigre non loin de l'actuel Mossoul, aux alentours de l'an 1080, au sein d'une famille juive. Sa vie est peu connue et documentée, on sait qu'il deviendra par la suite un médecin de renom qui sera parmi les médecins qui siégeront à la cour des califes de Bagdad et des sultans seldjoukides.
Isaac, le fils d'Abraham Ibn Ezra est l'un des élèves d'Abu'l-Barakāt, à qui il a dicté un long commentaire philosophique sur le livre des Ecclésiastes, commentaire écrit en arabe mais en utilisant des caractères hébreux. Isaac a écrit un poème en l'honneur d'Abu'l-Barakāt comme introduction à cette œuvre.

## Pensée et postérité
Abu'l-Barakāt se convertit par la suite à l'islam, et a pris le célèbre théologien et philosophe Fakhr ad-Dîn ar-Râzî comme disciple. L'influence d'Abu'l-Barakāt se retrouve notamment dans l’ouvrage Al-Mabāḥith al-Mashriqiyyah (Discours orientaux) de Fakhr ad-Dîn ar-Râzî. Alors qu'Avicenne, dans ses livres, expose ses propres vues, al-Baghdadī introduit une démarche qui sera reprise par Fakhr al-Dīn : il expose les différentes opinions des théologiens et des philosophes sur chaque sujet, afin de les comparer, et avant de choisir. Ainsi, al-Baghdadi a favorisé la diffusion des idées des falasifas.
Il apporte sa réflexion à la question de la connaissance par Dieu des particuliers. Al-Ghazâlî avait reproché à Avicenne de nier la possibilité de cette connaissance. Pour al-Baghdadi, la perfection de l'univers, qui fait que chaque chose, même la plus insignifiante en apparence, concourt à la perfection de l'ensemble, prouve que Dieu a eu le souci et la connaissance de la place de chaque détail dans le cosmos.
Abu'l-Barakāt s'inspire et reprend dans son œuvre les travaux et enseignements scientifiques et philosophiques d'Ibn Sina, et a eu pour maître Abu’l Hasan Sa’id ibn Hibat Allah. La pensée d'Abu'l-Barakāt a eu une profonde influence sur la pensée islamique mais aucune sur la pensée juive.  Ses œuvres n'ont jamais été traduites en hébreu et il est rarement cité dans la philosophie juive, probablement à cause de sa conversion à l'islam,.

## Travaux
Il a écrit une critique de la philosophie aristotélicienne et de la physique aristotélicienne intitulée Kitab al-Mu'tabar fi l-hikma (« Le livre de ce qui a été établi par réflexion personnelle ») qui présente notamment des critiques philosophiques à Avicenne.
Il a aussi écrit un court traité sur l'intellect, Kitāb Ṣaḥiḥ adillat al-naql fī māhiyyat al-ʻaql ( كتاب صحيح أدلة النقل في ماهية العقل, « Données authentiques sur la quiddité de l'intellect »).
Risāla fi sabab zuhūr al-kawākib laylan wa ikhtifā'ihā nahāran (« Épître sur la cause de l'apparition nocturne des astres et de leur disparition diurne »).
Tout ce que nous possédons en matière de rédaction médicale d'Abu'l-Barakāt, ce sont quelques prescriptions de remèdes manuscrits qui n'ont pas encore été étudiées. 